# DSS-serie

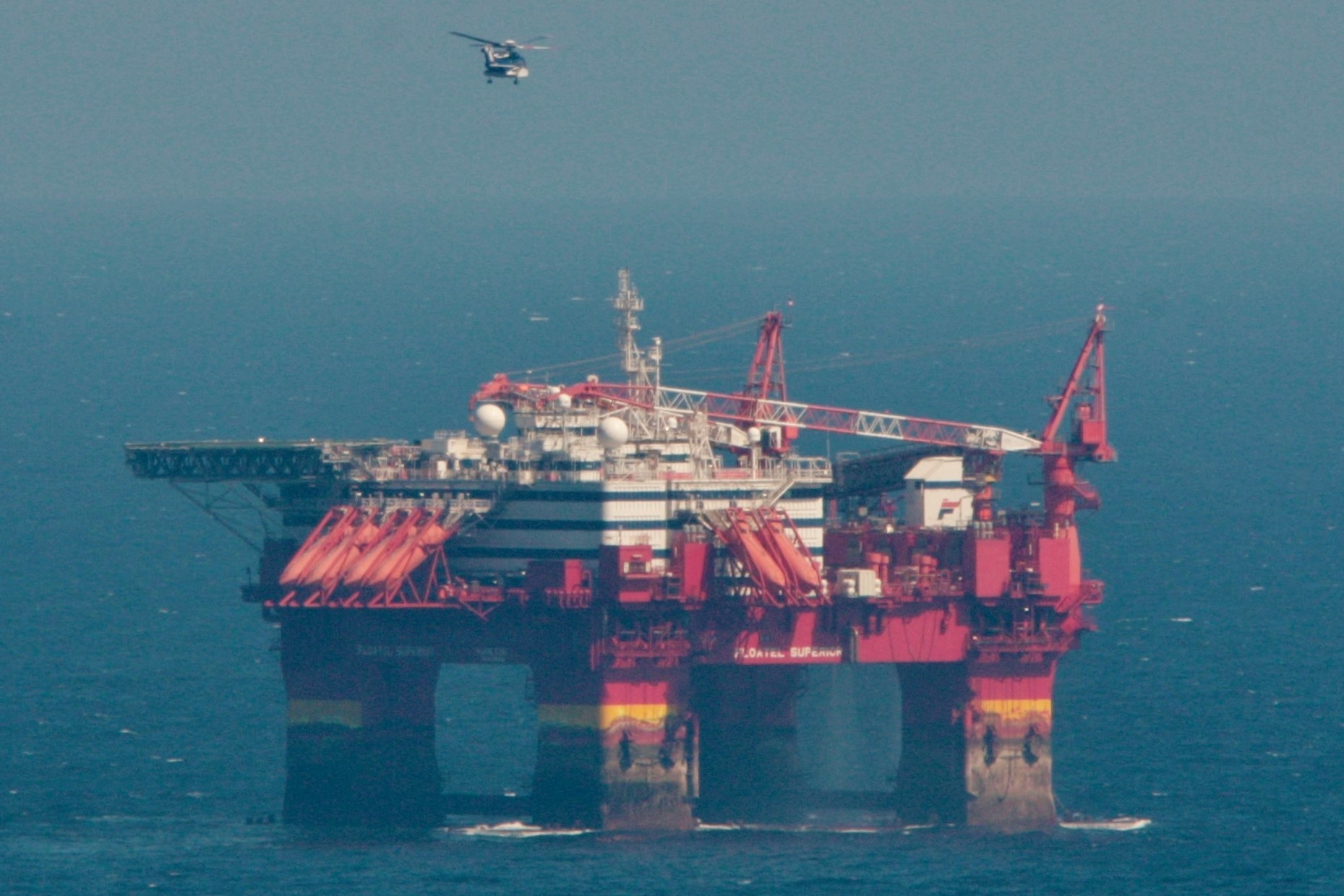
De Floatel Superior

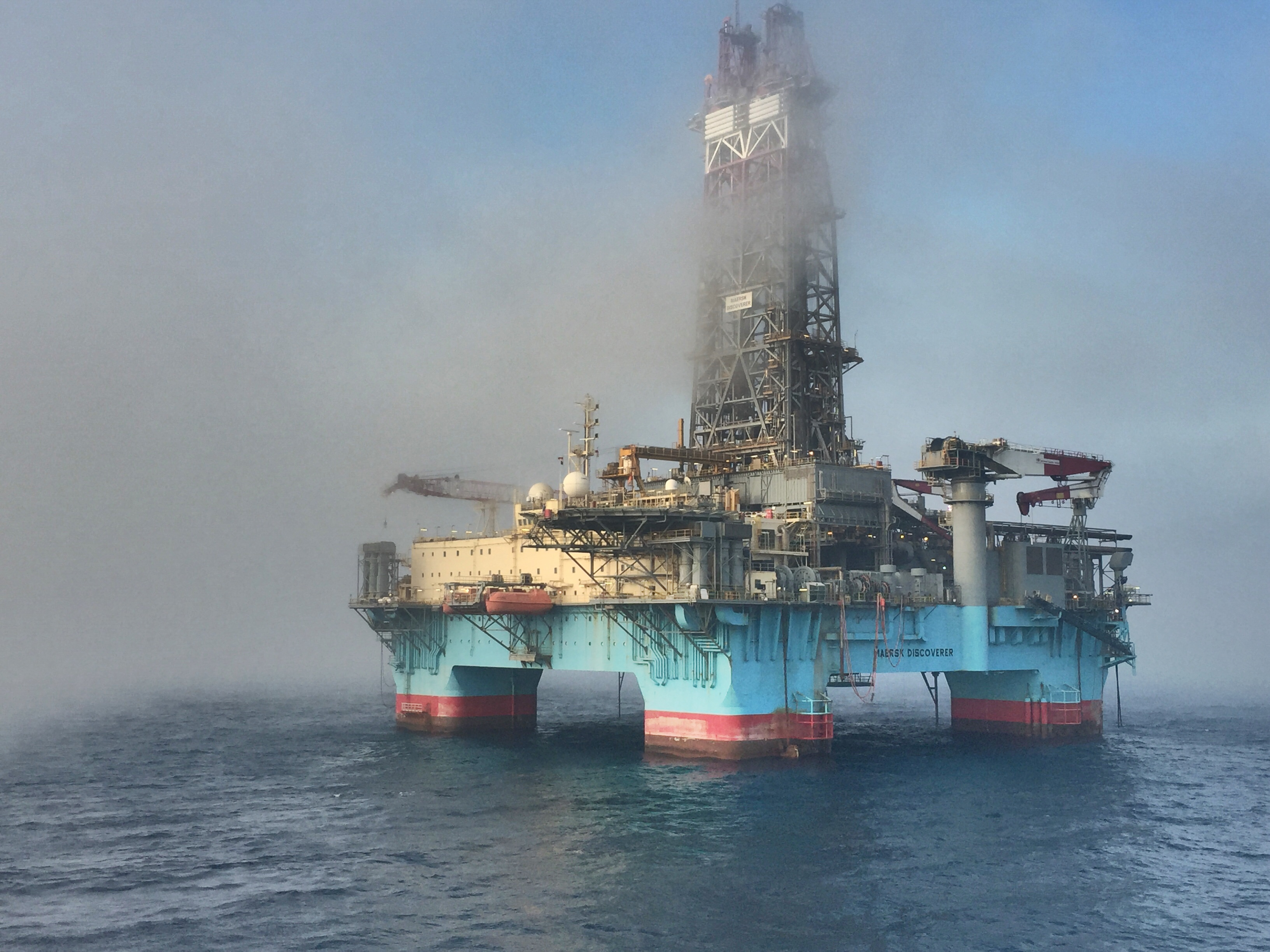
De Maersk Discoverer

DSS is een serie van ontwerpen van halfafzinkbare platforms van Keppel en Marine Structure Consultants. Het ontwerp van bestaat uit twee pontons met daarop elk twee kolommen en een rechthoekig dek.

## Types
| Type      | Lengte | Breedte | Waterdiepte | Boordiepte |
| --------- | ------ | ------- | ----------- | ---------- |
| DSS 20    | 63,5 m | 64,5 m  | 1000 m      | 9100 m     |
| DSS 38    | 69,5 m | 69,5 m  | 1000 m      | 12.000 m   |
| DSS 21/51 | 77,5 m | 78,0 m  | 3000 m      | 9100 m     |

## DSS-serie
| Type        | Naam                    | Werf                                   | Jaar          | IMO-nummer |
| ----------- | ----------------------- | -------------------------------------- | ------------- | ---------- |
| DSS 20CAS-M | Maersk Explorer         | Keppel FELS / Caspian Shipyard Company | 2003          | 8765565    |
| DSS 21      | Maersk Developer        | Keppel FELS                            | juni 2008     | 8768361    |
| DSS 21      | Maersk Discoverer       | Keppel FELS                            | augustus 2009 | 8768373    |
| DSS 21      | Maersk Deliverer        | Keppel FELS                            | mei 2010      | 8769389    |
| DSS 51      | Development Driller III | Keppel FELS                            | 2009          | 8769121    |
| DSS 20NS    | Floatel Superior        | Keppel FELS                            | 2010          | 8769896    |
| DSS 20NS    | Floatel Endurance       | Keppel FELS                            | 2015          | 9671589    |
| DSS 38      | Gold Star               | Keppel FELS                            | 2009          | 8770041    |
| DSS 38      | Alpha Star              | Keppel FELS                            | 2011          | 8770625    |
| DSS 38E     | Urca                    | Keppel FELS, M883 / BrasFELS           |               | 9673290    |
| DSS 38E     | Frade                   | Keppel FELS, M962                      |               | 9673305    |
| DSS 38E     | Bracuhy                 | Keppel FELS, M963                      |               | 9673317    |
| DSS 38E     | Portogalo               | Keppel FELS, M964                      |               | 9673329    |
| DSS 38E     | Mangaratiba             | Keppel FELS, M965                      |               | 9673331    |
| DSS 38E     | Botinas                 | Keppel FELS, M966                      |               | 9673343    |
| DSS 38M     | Heydar Aliyev           | Keppel FELS / Caspian Shipyard Company | mei 2017      | 9698109    |